# Wurfbainia bicorniculata
Wurfbainia bicorniculata là một loài thực vật có hoa trong họ Gừng. Loài này được Karl Moritz Schumann mô tả khoa học đầu tiên năm 1904 dưới danh pháp Amomum bicorniculatum. Năm 2018 Jana Leong-Škorničková và Axel Dalberg Poulsen chuyển nó sang chi Wurfbainia.

## Phân bố
Loài này có tại Borneo (Kalimantan).